# Cyzenis browni
Cyzenis browni là một loài ruồi trong họ Tachinidae.